# Erwin Lambert

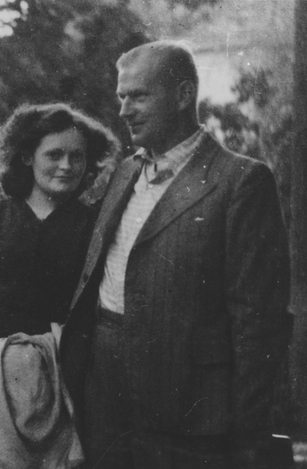
Erwin Lambert

Erwin Hermann Lambert (* 7. Dezember 1909 in Schildow; † 15. Oktober 1976 in Stuttgart) war ein deutscher Maurermeister und NSDAP-Mitglied. Er errichtete u. a. die Gaskammern für die Tötungsanstalten der „Aktion T4“ sowie in den Vernichtungslagern der „Aktion Reinhardt“.

## Jugend und Ausbildung
Erwin Hermann Lambert wurde als Sohn der Eheleute Hermann und Minna Lambert in Schildow, Kreis Niederbarnim bei Berlin am 7. Dezember 1909 geboren und hatte noch eine Schwester. Sein Vater fiel bereits 1915 im Ersten Weltkrieg; seine Mutter heiratete später einen Bauunternehmer.
Lambert gehörte der Evangelischen Kirche an und besuchte die Volksschule in Schildow. Anschließend begann er eine Schlosserlehre. Nach einem Jahr entschied er sich für eine Maurerlehre, die er nach drei Jahren mit der Gesellenprüfung vollendete. Nach drei Semestern auf der Baugewerbeschule in Berlin-Mitte der Zwanziger Jahre und einer praktischen Tätigkeit bei verschiedenen Baufirmen, absolvierte er 1936/37 erfolgreich die Maurermeisterprüfung. 1939 war er als Maurerpolier bei der Baufirma Vollmann und Schmidt in Berlin beschäftigt.

## Bei der „Aktion T4“
Bereits zum 1. März 1933 war er der NSDAP beigetreten (Mitgliedsnummer 1.491.465) und von 1938 bis 1939 Blockleiter der Partei in Schildow. Zu Beginn des Jahres 1940 wurde er von der „Gemeinnützigen Stiftung für Anstaltspflege“ dienstverpflichtet, einer von mehreren Tarnorganisationen der Kanzlei des Führers, die mit der Durchführung der „Aktion T4“, also der Tötung von Geisteskranken und Behinderten, beauftragt war. Die Büros dieser „Stiftung“ befanden sich zu diesem Zeitpunkt noch im Columbushaus am Berliner Potsdamer Platz. Vom Leiter dieser Organisation Schneider wurde Lambert über deren Aufgaben und ihren Status als Geheime Reichssache instruiert. Die Verpflichtung zur Geheimhaltung hatte er schriftlich zu bestätigen.
Lamberts erste Aufgabe war der Umbau der Villa in der Berliner Tiergartenstraße 4. Hier wurden Büros für die Tarnorganisationen eingerichtet. Nach dieser Adresse wurde die „Euthanasie“-Aktion künftig mit der Abkürzung „T4“ bezeichnet.
Die zentrale Dienststelle in der genannten Villa verfügte den Einsatz Lamberts als Maurermeister für den Einbau von Gaskammern in den „Euthanasie“-Tötungsanstalten Hartheim, Sonnenstein, Bernburg und Hadamar. Die so gewonnenen Erfahrungen prädestinierten Lambert als Spezialisten für Tötungsanlagen, wo immer solche gebraucht wurden. Im März 1940 begann er mit den Umbauarbeiten in Hartheim, die etwa vier bis fünf Wochen in Anspruch nahmen. Seine Tätigkeit schildert er nach Kriegsende wie folgt:
„Bei meinem ersten Einsatz in Hartheim mußte in einem Raum ein Durchbruch gebrochen werden. Alsdann wurde eine Tür angebracht, die für Luftschutzräume Verwendung fand. In diesem Raum war, (…), bereits eine normale Tür. Diese wurde beseitigt und durch eine weitere Luftschutztür ersetzt. Das war der Raum, der dann in Hartheim als Vergasungsraum benutzt worden ist. Mit dem Krematoriumsbau in Hartheim hatte ich nichts zu tun. Das war Sache der Firma Kori aus Berlin (…) An dem Vergasungsraum in Hartheim ist auch ein Guckloch angebracht worden. Vom Hof her war eine alte Tür vorhanden. Diese wurde nicht beseitigt, sondern es wurde nur die innere Türlaibung zugemauert. Es blieb allerdings Raum für ein kleines Guckloch in Kopfhöhe. (…) Man konnte also die alte Tür vom Hof aus öffnen, stand dann vor der zugemauerten inneren Türlaibung und konnte durch das Guckfenster in den Vergasungsraum sehen.“
Nach seinem letzten Einsatz in Hadamar und einem Weihnachtsurlaub 1940 wurde er mit dem Umbau eines Gebäudes am Attersee in Österreich als Erholungsheim für die T4-Angehörigen beauftragt.

## Bei der Aktion Reinhardt
Im Frühsommer 1942 wurde Lambert als SS-Unterscharführer nach Lublin im Generalgouvernement zur Verwendung im Rahmen der „Aktion Reinhardt“ entsandt und dort von SS-Hauptsturmführer Richard Thomalla mit der baulichen Verbesserung des Vernichtungslagers Treblinka beauftragt. So leitete er die Errichtung von Baracken, Zäunen und anderen Lagereinrichtungen durch ukrainische und polnische Handwerker. Mit dem Eintreffen des ersten Lagerkommandanten Irmfried Eberl im Juli 1942 und der Liquidierung des Warschauer Ghettos begannen die Vergasungen in Treblinka. Hieran war Lambert allerdings nicht beteiligt. Seine dortigen Aufgaben werden im Urteil des Landgerichts Düsseldorf vom 3. September 1965 (Az.: 8 I Ks 2/64) wie folgt beschrieben:
„Der Angeklagte Lambert gehörte nicht zur deutschen Stammbesatzung des Vernichtungslagers Treblinka. Als ‚fliegender Baumeister‘ der Dienststelle T4 wurde er überall dort eingesetzt, wo im Rahmen der ‚Euthanasie‘ und der Judenvernichtung Bauarbeiten zu verrichten waren, worunter insbesondere die Erstellung von Gaskammern fiel. In Treblinka hatte der Angeklagte als Bauspezialist eine sehr freie Stellung. Er brauchte sich an dem übrigen Lagerbetrieb, insbesondere an der eigentlichen Abfertigung von Transporten, nicht zu beteiligen. Ein großer Teil der Lagereinrichtungen wurde unter seiner Leitung nach schon vorliegenden Plänen gebaut oder umgebaut. Bei seinem ersten Aufenthalt im Lager errichtete er mit Hilfe von Ukrainern, jüdischen Häftlingen aus dem benachbarten Arbeitslager und freien polnischen Handwerkern unter anderem verschiedene Baracken, den Lagerzaun und andere Zäune innerhalb des Lagers sowie den Munitionsbunker. Bei seinem zweiten Aufenthalt in Treblinka baute er insbesondere die große neue Gaskammer auf, deren Fundamente allerdings bei seiner Ankunft schon etwa 70 cm hoch gemauert waren. Dabei halfen ihm Ukrainer und jüdische Häftlinge des Vernichtungslagers. Bei seinem dritten Aufenthalt in Treblinka nahm er insbesondere Reparatur- und Umbauarbeiten an bereits vorhandenen Gebäuden vor. Diese Feststellungen beruhen auf der Einlassung des Angeklagten und auf den Angaben seiner neun Mitangeklagten. Der Verdacht, daß Lambert an der baulichen Planung und dem Entwurf der großen Gaskammer in Treblinka beteiligt gewesen ist, hat sich in der Hauptverhandlung nicht bestätigt, da es nicht auszuschließen ist, daß die Lubliner Stellen in Verbindung mit der Zentralen Bauleitung der SS in Warschau die Bauplanung für die drei Vernichtungslager Belzec, Treblinka und Sobibor allein übernommen hatten. Ebensowenig haben sich hinreichende Verdachtsmomente dafür ergeben, daß Lambert Angehörige des Baukommandos, das ihm jeweils während seines dreimaligen Aufenthaltes in Treblinka unterstellt war, mißhandelt oder getötet hat. Der uneidlich vernommene Zeuge Gol. hat zwar behauptet, daß Lambert mehrere jüdische Ingenieure, darunter den Bauingenieur Lubelczyk, getötet habe. Dieser Zeuge ist jedoch nicht zuverlässig und glaubwürdig.“
Aufgrund einer Erkrankung im Juli 1942 konnte Lambert mehrere Wochen in seinem Heimatort Schildow verbringen. Nach seiner Genesung wurde er mit dem Auftrag nach Hartheim entsandt, dort eine Filmkammer einzurichten. Anschließend hatte er das T4-Erholungsheim am Attersee erneut baulich zu überholen.
Noch im August 1942 kehrte er nach Treblinka zurück, wo er die Leitung für den Bau einer bereits begonnen größeren Gaskammer übernahm und hier seine Spezialkenntnisse einbrachte. Im September oder Oktober 1942 wurde er mit dem gleichen Auftrag in das Vernichtungslager Sobibor befohlen. Schließlich war er noch beim Aufbau der Arbeitslager Dorohucza bei Lublin und Poniatowo bei Opole beteiligt. Danach wurde er wieder nach Berlin zurückbeordert und für Bauarbeiten in Bernburg eingesetzt.
Im Frühjahr 1943 führte er erneut Umbauten und Reparaturen im Vernichtungslager Treblinka, am T4-Erholungsheim und in der NS-Tötungsanstalt Hartheim aus. Schließlich war Lambert noch bei der Verlegung der T4-Dienststelle von Berlin nach Gut Steineck bei Bad Schönfließ im Kreis Königsberg in der Neumark tätig.

## In Oberitalien
Nach einem mehrwöchigen Weihnachtsurlaub 1943 in seinem Heimatort wurde er Anfang 1944 wie die Mehrzahl des Personals der Aktion Reinhardt nach deren Abschluss nach Triest versetzt, um dort als Polizeioberwachtmeister bei der Straßensicherung in der Operationszone Adriatisches Küstenland zwischen Triest und Fiume verwendet zu werden. Außerdem hatte er noch im Frühjahr 1944 im italienischen Lager San Sabba einen Trockenofen der ehemaligen Reismühle in ein Krematorium umgebaut, der am 4. April 1944 in Betrieb genommen wurde.
Aus seiner am 3. Juni 1944 geschlossenen Ehe mit einer Pflegerin in Hartheim, die er bei einem „Bunten Abend“ im KZ Mauthausen kennengelernt hatte, gingen zwei Töchter hervor.

## Gefangennahme und Verurteilung
Am 15. Mai 1945 wurde Lambert von den Briten gefangen genommen und an die US-Amerikaner ausgeliefert, die ihn in ein Lager ins württembergische Aalen brachten. Nach Waiblingen entlassen, zog er zunächst nach Schwaikheim und ließ sich dann in Stuttgart nieder. Dort machte er sich als Fliesenleger selbständig.
Bei der Entnazifizierung in Schwaikheim wurde Lambert als Mitläufer eingestuft. Mit Urteil des Landgerichts Düsseldorf vom 3. September 1965 (Az.: I Ks 2/64) wurde er im sogenannten Treblinka-Prozess wegen Beihilfe zum gemeinschaftlichen Mord an mindestens 300.000 Personen zu vier Jahren Zuchthaus verurteilt. Im Sobibor-Prozess verurteilte ihn das Landgericht Hagen am 20. Dezember 1966 wegen gemeinschaftlicher Beihilfe zum Mord an mindestens 57.000 Menschen zu drei Jahren Zuchthaus (Az.: 11 Ks 1/64).